# Gespräch mit dem Betrunkenen
Gespräch mit dem Betrunkenen ist eine Erzählung von Franz Kafka, die auf Initiative von Max Brod und gegen die Intention von Kafka selbst 1909 in der Zeitschrift Hyperion erschien. Sie ist auch Bestandteil der postum veröffentlichten Beschreibung eines Kampfes. Es ist eine bizarre Schilderung einer Begegnung mit einem einfachen betrunkenen Mann, dem der Erzähler aber unterstellt, ein vornehmer Franzose zu sein.

## Inhalt
Der Erzähler tritt auf die Straße, wo er „vom Himmel mit Mond und Sternen und großer Wölbung und von dem Ringplatz mit Rathaus, Mariensäule und Kirche überfallen“ wird. Er hält eine kleine seltsame Ansprache an diese nächtlichen Erscheinungen. Dann kommt ihm in den Sinn, dass „ein Nachdenkender (also er) von einem Betrunkenen lernt“. Tatsächlich trifft er nach längerer Suche am Brunnen auf einen Betrunkenen. Der Erzähler spricht den Betrunkenen sehr geziert an und unterstellt ihm, ein Herr aus Paris zu sein. Er beschreibt die vermeintlichen wunderbaren, aber auch hohlen Begebenheiten dort in Paris in überschwänglicher Art.
Der Betrunkene reagiert darauf zunächst gar nicht und rülpst nur. Schließlich stammelt er, dass er zu seinem Schwager am Wenzelsplatz gehen möchte, allerdings weiß er nicht, ob er überhaupt einen Schwager hat. Der Erzähler ist weder irritiert, noch lässt er sich von seiner Linie abbringen. Er bietet sich dem Betrunkenen statt einer Dienerschaft als Begleitung an und reicht ihm den Arm.

## Textanalyse und Deutungsansatz
Der Erzähler tritt ins nächtliche Bild, und was er von sich gibt, ist wirr, fast wie betrunken. Die nächtlichen Gestirne und die Häuser „überfallen ihn“. Es folgt ein verbales Geplänkel mit den Bezeichnungen „Mond“ und „Mariensäule“ und es geht um Häuser, „die wie auf kleinen Rädern rollen...“.
Er trifft tatsächlich einen Betrunkenen, von dem er meinte, etwas lernen zu können. Was sollte man aber von dem anderes lernen, als eben nur das Betrunkensein?
Der Erzähler überschüttet ihn mit einem manierierten Redeschwall über Glanz und Hohlheit der Stadt Paris. Das Rülpsen ist die drastische Antwort des Betrunkenen, die eigentlich ernüchtern müsste. Nicht jedoch diesen Erzähler, er ist keineswegs irritiert. Er geht nicht ab davon, dass der andere ein französischer Aristokrat sei. Auch der Erzähler ist wie in einem Rauschzustand und verdrängt hartnäckig die Trivialität dieser elenden Säufererscheinung.
Innerhalb dieser Teilerzählung aus einer Fassung der Beschreibung eines Kampfes wird – wie im Bezugswerk – die Technik der Verdoppelung angewendet. Scheinbar sind die beiden auftretenden Personen völlig unterschiedlich. Der verwirrte, schwärmerische Jüngling und der in sich gekehrte Betrunkene sind Gegenpole und doch sind sie sich in ihrem jeweiligen Realitätsverlust auch ähnlich. Sie bilden ein einsames, groteskes Paar, wenn sie sich am Schluss Arm in Arm auf den Weg ins Ungewisse machen.

## Quelle und Weblink
- Text der Erzählung Gespräch mit dem Betrunkenen

## Ausgaben
- Franz Kafka: Drucke zu Lebzeiten. Herausgegeben von Wolf Kittler, Hans-Gerd Koch und Gerhard Neumann, S. Fischer Verlag 1996, Frankfurt/Main, S. 395–400.
- Nachgelassene Schriften und Fragmente I. Herausgegeben von Malcolm Pasley. S. Fischer Verlag, Frankfurt/Main, 1993, S. 101–107.

## Sekundärliteratur
- Peter-André Alt: Franz Kafka: Der ewige Sohn. Eine Biographie. C.H. Beck, München 2005, ISBN 3-406-53441-4.
- Barbara Neymeyr: Beschreibung eines Kampfes. In: Manfred Engel, Bernd Auerochs (Hrsg.): Kafka-Handbuch. Leben – Werk – Wirkung. Metzler, Stuttgart, Weimar 2010, ISBN 978-3-476-02167-0, S. 91–110.
- Joachim Unseld: Franz Kafka. Ein Schriftstellerleben.  Carl Hanser Verlag, 1982, ISBN 3-446-13568-5 Ln.